# Ipiguá
Ipiguá là một đô thị ở bang São Paulo của Brasil. Đô thị này nằm ở vĩ độ 20º39'24" độ vĩ nam và kinh độ 49º23'14" độ vĩ tây, trên khu vực có độ cao 508 m. Dân số năm 2004 ước tính là 4.060 người. 

## Thông tin nhân khẩu
Dữ liệu dân số theo điều tra dân số năm 2000
Tổng dân số: 3.476
- Dân số thành thị: 1.944
- Dân số nông thôn: 1.532
- Nam giới: 1.791
- Nữ giới: 1.685

Mật độ dân số (người/km²): 25,94
Tỷ lệ tử vong trẻ sơ sinh dưới 1 tuổi (trên một triệu người): 9,92
Tuổi thọ bình quân (tuổi): 74,76
Tỷ lệ sinh (số trẻ trên mỗi bà mẹ): 2,56
Tỷ lệ biết đọc biết viết: 89,17%
Chỉ số phát triển con người (HDI-M): 0,790
- Chỉ số phát triển con người - Thu nhập: 0,697
- Chỉ số phát triển con người - Tuổi thọ: 0,829
- Chỉ số phát triển con người - Giáo dục: 0,844

(Nguồn: IPEADATA)